# Lee Je Ma
Lee Je Ma (태양인 이제마; 1837-1900) foi um erudito e médico coreano. Classificava as pessoas em quatro tipos distintos: pessoas "grande yang" (tai yang) , "pequeno yang" (Shao yang), "grande yin" (tai yin) e "pequeno yin" (Shao yin). Esta teoria ditava o tratamento adequado para cada tipo de pessoa segundo as características físicas e de temperamento.